# Yirrkala insolitus
Yirrkala insolitus är en fiskart som beskrevs av Mccosker, 1999. Yirrkala insolitus ingår i släktet Yirrkala och familjen Ophichthidae. Inga underarter finns listade i Catalogue of Life.